# Parkering Forbudt
Parkering Forbudt var et dansk børnerockband der blev dannet i 1978, bestående af Don Martin, Fox Nilfisk, Drezz og Grev Lyhne.
Fox trådte ud i 1980 og ind kom sangerinden Trine og guitaristen Nico. Grev Lyhne gik ud i 1981 og Chris fra Dori Jonk Band overtog trommerne, mens Dori kom med på rytmeguitar. Dori forlod bandet igen i 1982. Parkering Forbudt fik deres gennembrud i det internationale børneår 1979, hvor de udgav singlen "Åbent brev til Dronningen" og LP'en Parkering Forbudt, spillede på Orange Scene på Roskilde Festival og selv lavede en børnerockfestival i Odd Fellow Palæet i december.
Parkering forbudt fik stor betydning for "børnerock", da de i stedet for en fanklub lavede en Børnerockbevægelse og stod bag en masse koncerter landet over bl.a. i København, Odense, Ålborg og Århus, hvor lokale bands kunne tilmelde sig. I Århus foregik det indtil der blev for mange tilskuere i Huset, og derefter indtil slutningen i Århus Kongreshus, hvor der blev indspillet en live-lp, bl.a. med deltagelse af det lokale pige børnerockband Aphrodite, som stod for børnerockbevægelsen i Århus.
Parkering Forbudt var et børnenes oprør imod det fastgroede regelsamfund, som de mente de voksne forvaltede forkert.[kilde mangler]
Deres tekster var enten et barns skrig, eller samfundets vrangside kastet lige i ansigtet.
De udgav i 1980 deres anden LP Det osse os. I 1985 udgav de deres sidste plade Hvorhen, hvor man høre noget af det første rap og Hip Hop i Danmark.
Bandet medvirkede på rock imod junk LP`en Fix og færdig, "Børnerock for et børnehus" fra 1981 og EP'en "Her og nu".
Børnerockbevægelsen er bl.a. dokumenteret i filmen "Cirkus Børnerock" instrueret af Laus Bengtsson og Ebbe Preisler.
Parkering Forbudt blev gendannet for en enkelt aften den 8. november 2008 ved Grev Lyhnes 30 års jubilæum på spillestedet OPERAEN, Christiania.
- "Drezz" er nu bosat i England og er blevet musikproducer og freelance musiker.
- "Grev Lyhne" er i dag varietekunstner, komponist, tekstforfatter, gademusiker og nar.
- "Nico de Frost" laver nu elektronisk musik og spiller ofte som DJ.
- Don Martin spiller i et Bob Dylan Jam band, og lægger musik til oplæsning af digtere.
- Fox Nilfisk er fritidsmusiker.

## Diskografi
- Parkering Forbudt (1979)
- Det osse os (1980)
- Hvorhen (1985)